# 2011年埼玉県知事選挙
2011年埼玉県知事選挙（2011ねんさいたまけんちじせんきょ）は、2011年7月31日に執行された埼玉県知事選挙。

## 選挙データ
- 2011年（平成23年）8月30日任期満了
- 2011年7月14日（木）告示
- 2011年7月31日（日）投開票

投票時間帯：午前7時～午後8時（投票所により異なる場合あり）
- 期日前投票：2011年7月15日（金）～7月30日（土）

投票時間帯：午前8時30分～午後8時（投票所により異なる場合あり）

## 立候補者
3名、届け出順
| 候補者名（読み方）          | 年齢 | 党派                                                   | 肩書き                                 |
| --------------------------- | ---- | ------------------------------------------------------ | -------------------------------------- |
| 原冨悟（はらとみ さとる）   | 63   | 無所属（日本共産党推薦）                               | 埼玉県労働者福祉共済会（埼労共）理事長 |
| 上田清司（うえだ きよし）   | 63   | 無所属（民主党県連・自由民主党県連・公明党県本部支持） | 埼玉県知事                             |
| 武田信弘（たけだ のぶひろ） | 57   | 無所属                                                 | 元高校英語科教諭                       |

### 立候補表明のタイムライン
- 2011年1月15日 - 武田がブログで出馬を暗示[3]
- 5月27日 - 原冨擁立の方針を、自身代表の埼玉民主県政の会が発表[4]
- 6月4日 - 上田が出馬の意向を議会関係者に伝える[5]
- 6月7日 - 原冨が記者会見で出馬表明[6]
- 6月21日 - 武田がブログで出馬表明[7]
- 6月24日 - 上田が記者会見で出馬表明[8]
- 7月1日 - 武田が記者会見で出馬表明[9]

### 立候補者の政策関連
- 原冨…県政政策（2011年）
- 上田…埼玉県政検証2期8年、日本再生・埼玉イニシアティブ構想（2011年）
- 武田…2007年埼玉県知事選出馬時のマニフェスト（原案）＜2011年も同じ政策[10]

1人の担任が問題を抱え込むことや、小学校での学級崩壊をなくすため、教室の壁を取り払い、2クラスが1つの空間を共有し、より多く人の目を届かせる。クラス担任制をやめ学年担任制にし、学年を担当したすべての先生がたが、1週間ごとクラス担任を順番にする。民間の特許取得促進。地域に開かれた、障害者と老人の統合型介護福祉施設にしていく。外部委員会を県民のかたから募り、マニフェスト進捗状況チェックを毎年行い、結果をインターネットなどで公表し、実現しなかった項目はその理由を公開。選挙立候補供託金を半分以下に引き下げるよう働きかける。世界中いろいろな国籍の人たちが共同で暮らせ、情報交換ができる都市の創設を準備。（2007年県知事選出馬時マニフェスト（改訂版）より）＜2011年も同じ政策＞

### 開票結果
※当日有権者数：5,779,044人 最終投票率：24.89%（前回比：-2.78pts）
| 候補者名 | 年齢 | 所属党派 | 新旧別 | 得票数      | 得票率 | 推薦・支持                                       |
| -------- | ---- | -------- | ------ | ----------- | ------ | ------------------------------------------------ |
| 上田清司 | 63   | 無所属   | 現     | 1,191,071票 | 84.29% | （支持）民主党県連・自由民主党県連・公明党県本部 |
| 原冨悟   | 63   | 無所属   | 新     | 171,750票   | 12.15% | （推薦）日本共産党                               |
| 武田信弘 | 57   | 無所属   | 新     | 50,252票    | 3.56%  | なし                                             |

なお投票率は、これまでの全国の都道府県知事選挙で最低だった、1981年（昭和56年）の千葉県知事選挙（25.38%）を下回り、史上最低記録を更新した。
選挙当日の天候は雨天であったため、投票者の人数が少なかったことも考えられるが、現職に対する信任投票の面が強く見られた。

## 立候補を取りやめた人物
- 大嶋洋介 - 元ソフトウェア開発販売会社員
2011年6月29日に記者会見を開き、無所属での出馬を表明[11]。7月13日撤回し、声明文を公式サイトに公開[12]。
- 山口節生 - 不動産鑑定士
2011年6月3日の記者会見で、立憲改進党[13]から出馬表明[14]。7月14日撤回、「大規模政党の推薦支持を求めたが得られなかった」と語った[15]。

### 立候補撤回者の政策関連
- 大嶋…教育や雇用・経済・防犯など、縦割りを一新[16]した行政の効率化促進。企業業績や所得の向上。市民から行政や議会の監視役を選んで市町村に置き、監視内容をウェブサイトに公開。（2011年出馬表明記者会見時の発言）[11]

耐震化・家具転倒防止などの予防措置、ライフライン復旧までの対応、食糧備蓄と分配システムの構築。原子力発電所を全廃し、相当量埋蔵されている天然ガスを用いた火力発電により電力不足を解消。発電と送電を分離し、独立系発電事業者の電力をフルに活用。経営戦略・人材資源戦略をサポートし、企業能力（個人能力の集積）を本質的に高める。ビジネス機会を広げるため、企業同士の連携を仲立ち。国の知的財産推進計画と連動して、海外特許の取得に補助金を出す。高度医療施設や搬送システムに投資。就業困難者の精神的・技術的サポートを提供し、本当に社会的サポートが必要なかたならば、県民住宅や公共料金などを見直す。よりシビアな財政運営をしていくため、地方交付税に含まれる赤字国債の発行額を連結し、単年度の決算から将来の退職金支払いなどを引き当てた計算もする。
- 山口…県に原子力安全課と条例を設ける。広範囲で被ばく調査をする。（2011年出馬表明記者会見時の発言）[14]

埼玉県に影響を及ぼす原子力発電は、2012年春までに廃止する。自然エネルギーが普及して原子力発電所が不要になるまでは、最も新しい原発から順に再開し、供給が増えてから原子力を全廃。各市町村ごとに太陽光エネルギーなどを発電・送電する会社をつくり、各家庭が発電し、余った電力を集めて送電会社に売るコミュニティー会社をつくる。内部被ばく調査のため、ホール・ボディ・カウンター検査無料化。食品ごとの検査無料化。線量計と積算線量計を県民に無料貸与。埼玉県すべての工業を産業連関させコンビナートをつくり、農業も発展させる。生活保護・失業保険・年金その他の社会保障システムは、歴史的に積み上げられてきたものであるから維持する。武蔵浦和第3街区市街地再開発は、公共空地を空き地として残し、7街区も含め都市計画全体を考え直す。ホンダの工場を拡大し、誇地する。埼玉県は情報隠しを絶対に行わない。

## 参考・脚注
1. 1 2 3  “埼玉県知事選挙投票調べ” (PDF). 2014年11月17日閲覧。
2. 1 2 3  “埼玉県知事選挙候補者別市区町村別得票調べ” (PDF). 2014年11月17日閲覧。
3. ↑  武田信弘のジオログ（ブログ）（文章下段に出馬の意向が記載） - 2011年1月15日
4. ↑  知事選に原冨氏を擁立 - 埼玉民主県政の会トピックス、2011年6月1日
5. ↑  埼玉県の上田知事、3選出馬へ - YOMIURI ONLINE（読売新聞）、2011年6月5日[リンク切れ]
6. ↑  原冨氏が立候補表明　埼玉知事選 - MSN産経ニュース、2011年6月7日[リンク切れ]
7. ↑  武田信弘のブログ（知事選に出馬すると記載） - 2011年6月21日
8. ↑  上田埼玉知事が3選出馬を正式表明 - 時事ドットコム、2011年6月24日[リンク切れ]
9. ↑  武田氏が出馬表明　県知事選 - 埼玉新聞、2011年7月2日付2面
10. 1 2  ＞武田信弘のブログ（文章下段に2007年県知事選出馬時マニフェスト改訂版URLと、2011年現在も通用すると記載） - 2011年7月11日
11. 1 2  大嶋氏知事選出馬へ - 読売新聞、2011年6月30日朝刊埼玉版33面
12. ↑  埼玉県知事選挙出馬の取り下げについて - 大嶋洋介公式サイト、2011年7月13日[リンク切れ]
13. ↑  明治時代に存在した同名の党にならった。
14. 1 2  知事選立候補　山口氏が表明 - 毎日新聞、2011年6月4日朝刊埼玉版25面
15. ↑  酷暑の中、舌戦火ぶた　医療エネルギー政策争点 - 毎日新聞、2011年7月15日朝刊埼玉版25面（文章下段に山口出馬断念と理由が記載）
16. ↑  知事選立候補　大嶋氏が表明 - 朝日新聞、2011年6月30日朝刊埼玉版29面
17. 1 2  公益社団法人日本青年会議所埼玉ブロック協議会主催、埼玉県知事選挙公開討論会配布資料より - 2011年7月4日開催
18. ↑  体内に取り込まれた放射性物質から放出される放射線量の測定装置。内部被ばくの程度を知ることができる。
19. ↑  一般市民が利用でき、国や地方公共団体によって管理されている空地。公園・運動場・霊園など。